# Joseph Oller
Josep Oller i Roca  dit Joseph Oller est un homme de spectacle catalan né à Terrassa (Catalogne, Espagne) le 10 février 1839 et mort à Paris le 19 avril 1922. Il a entre autres financé le Moulin-Rouge, fondé par Charles Zidler, mais aussi la salle de spectacle de L'Olympia, il est aussi responsable de la promenade de la Vache enragée ou Vachalcade en 1896.

## Biographie

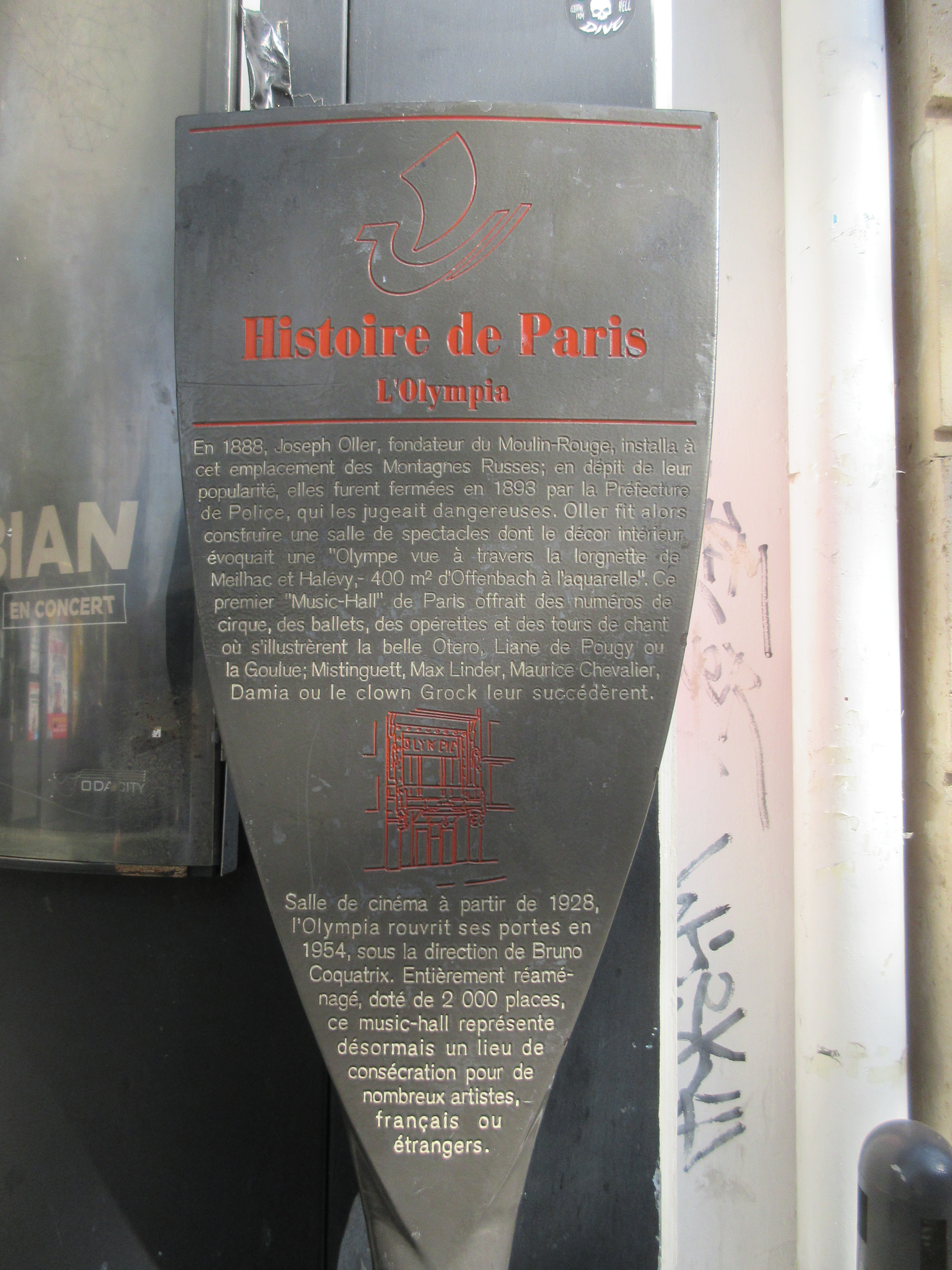
Panneau Histoire de Paris
« L'Olympia ».

Joseph Oller arrive à Paris avec ses parents à l'âge de deux ans. Il y fait ses études, sans aller, semble-t-il, bien loin.
C'est Léon Sari qui invente le pari mutuel avec Charles de Morny, propriétaire des champs de courses de Maisons-Laffitte, qu'il a fait édifier en un lieu permanent en aménageant des tribunes afin d'organiser sur ce site une réunion de courses, le 6 juin 1878. Joseph Oller est concessionnaire. Il faut attendre 1886 pour que la Société sportive d'encouragement obtienne la gestion des courses hippiques de Maisons-Laffitte.
En 1885, il ouvre la Grande piscine Rochechouart.
En 1888, Oller installe boulevard des Capucines des montagnes russes. Il est en 1889 le cofondateur avec Charles Zidler du bal du Moulin-Rouge et l'un des créateurs du music-hall. En 1896, il est responsable de la première promenade de la Vache enragée ou Vachalcade, cortège carnavalesque montmartrois organisé en réponse comique à la renaissance du cortège de la promenade du Bœuf Gras, qui reparait cette année-là après une longue interruption.
Joseph Oller a à son actif l’acquisition du bal Mabille, la création des Fantaisies Oller et de divers grands prix. Il crée aussi le théâtre des Nouveautés, la piscine Rochechouart et le Nouveau Cirque, ainsi que les Jardins de Paris. Avec son associé Charles Zidler, il crée en 1877 l'Hippodrome au pont de l'Alma.
À la place des montagnes russes du boulevard des Capucines, il fait construire l'Olympia, inaugurée le 12 avril 1893 par La Goulue.
Il est enterré au cimetière du Père-Lachaise (2e division), non loin de la tombe de Gilles Margaritis, créateur de La Piste aux étoiles.